# French Championships 1964
Turniej tenisowy French Championships, dziś znany jako wielkoszlemowy French Open, rozegrano w 1964 roku w dniach 19 - 30 maja, na kortach im. Rolanda Garrosa w Paryżu.

## Zwycięzcy

### Gra pojedyncza mężczyzn
Manuel Santana -  Nicola Pietrangeli 6-3, 6-1, 4-6, 7-5

### Gra pojedyncza kobiet
Margaret Smith Court -  Maria Bueno 5-7, 6-1, 6-2